# Chèvre Paon
La chèvre paon est une race de chèvre originaire de Suisse. Elle porte aussi le nom de pfauenziegen en allemand et plus localement de Grau-schwarze Gebirgsziege, internationalement, celui de Peacock Goat en anglais.

## Origines
Cette ancienne race de chèvres de montagne se rencontrait autrefois surtout dans les cantons des Grisons et du Tessin, actuellement, elle est surtout présente dans les cantons de Saint-Gall, d’Argovie et de Berne. Elle a commencé à être signalée dans la littérature spécialisée en 1887 sous le nom de Prättigau, d'après la vallée homonyme. Elle n'est cependant pas retenue dans la liste de races officielles établie en 1938, considérée comme une simple variante de la chèvre rayée des Grisons. Sa sauvegarde a été assurée par quelques éleveurs du canton des Grisons.
En 1938, sept races nationales furent reconnues et inscrites au registre d'élevage ou herd-book suisse. Il s'agit de la chèvre Saanen, de la chèvre du Toggenbourg, de la chèvre alpine chamoisée, de la chèvre Nera Verzasca, de la chèvre d'Appenzell, de la chèvre grisonne à raies et de la chèvre à Col-Noir du Valais. La fondation Pro Specie Rara s'est battue au cours des années 1990 pour la conservation de deux autres espèces, la chèvre paon et la chèvre bottée. Ses efforts furent couronnés par l'ouverture du registre généalogique en 1992, puis par l'inscription dans le registre de la chèvre paon en 1998.
La chèvre paon fait encore partie des races menacées, même si les effectifs inférieurs à 200 en 1992 sont montés à 1 500 en 2013. En parallèle, de la semence de mâles a été placée en cryoconservation.
Le nom de chèvre paon n’a rien à voir avec l’oiseau du même nom. Il provient d’une confusion faite par un journaliste entre les mots « Pfaven », qui désigne en dialecte grison les bandes latérales du dessin de la tête, et « Pfauen », le paon. On l'appelait « pfavenziege » pour caractériser cette chèvre par les raies foncées qui vont de la base des cornes jusqu’au nez, en passant par les yeux. En fin de compte, le nom de l’oiseau exotique est resté et aujourd'hui, elle est appelée pfauenziege, chèvre paon.

## Morphologie

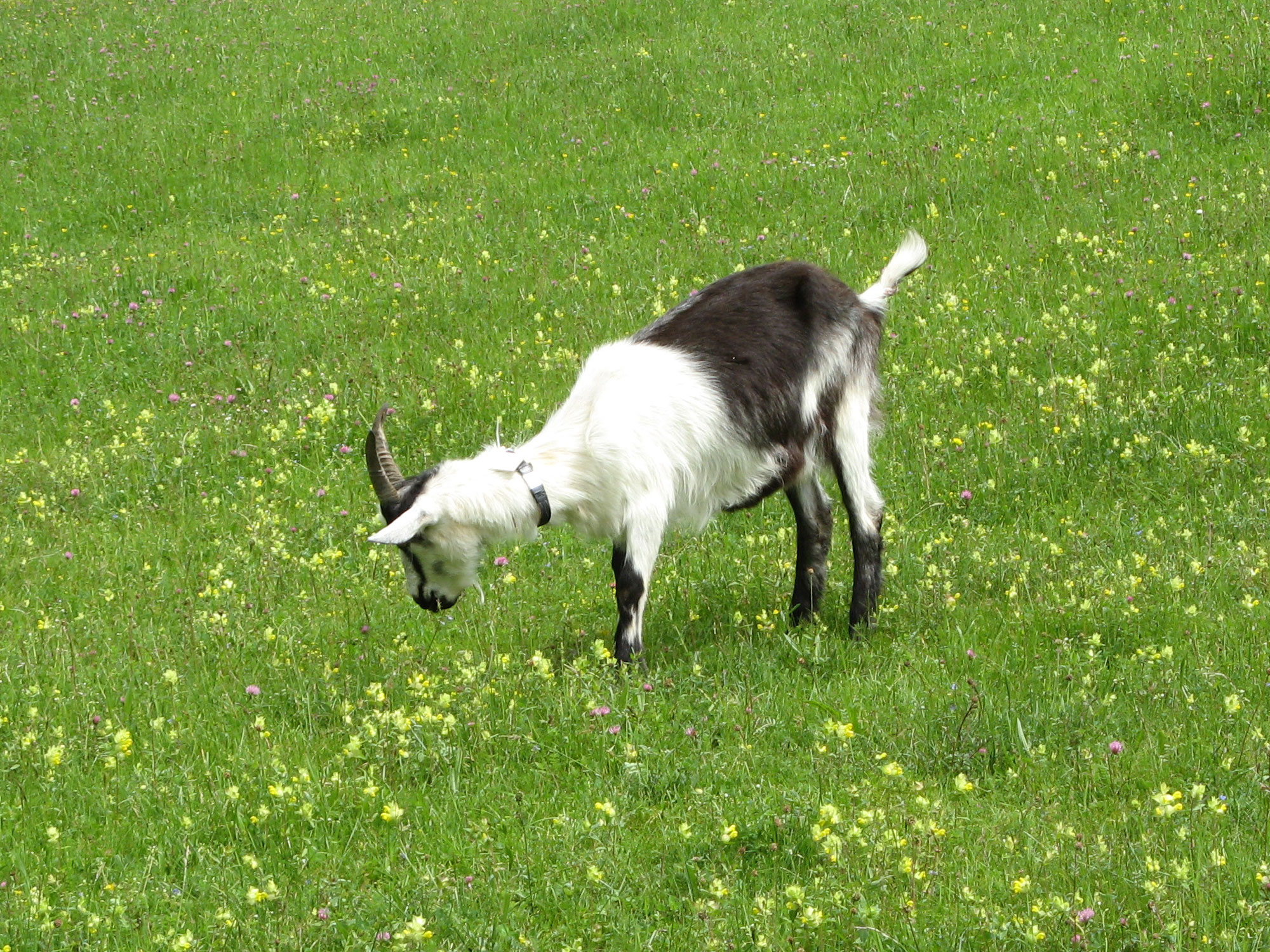
Chevrette au pâturage

La partie antérieure du corps est principalement blanche avec des « bottes » noires, tandis que la partie postérieure est noire, avec le dessus de la queue blanc et des taches blanches sur les cuisses. Ces chèvres ont un pelage épais à poils mi-longs et sont cornues. Elles se reconnaissent facilement aux deux bandes noires qui ornent le côté de la tête.
Elles ont une taille au garrot de 75-85 cm pour les mâles et 70-80 cm pour les femelles. Leur masse va de 55 kg (femelles) à 75 kg (mâles).

## Aptitudes
Elles possèdent un potentiel laitier honorable avec 538 kg de lait sur une période moyenne de lactation de 235 jours avec un taux de matière grasse de 3,6 %.  
C'est une chèvre de montagne rustique, apte à la marche en milieu alpin et appréciée dans un rôle d'entretien de l'espace rural, dans un contexte où sa robe particulière attire l'œil du touriste. 
Accessoirement, la chèvre donne en moyenne 1,8 chevreau par an, destinés à l'accroissement des troupeaux et au renouvellement des reproducteurs, mais aussi à la boucherie.

## Sources